# Musée des traditions vigneronnes
Le musée des traditions vigneronnes est un musée privé situé à Vongnes, au caveau bugiste dans le département de l'Ain, en Auvergne-Rhône-Alpes,. Il inclut également une collection des outils des métiers de la pierre.

## Présentation
Une des plus grandes collections d'outils anciens et d'objets viti-vinicoles (environ 1500 objets) est regroupée dans ce musée, qui aborde les thèmes de la culture de la vigne, la vinification, la tonnellerie, la distillation, et la dégustation.
On peut y voir notamment des outils spécialisés tels que fossous, départoirs, échaudeuses, rassiots, verdondaines, jabloirs ou doloires. Beaucoup d'entre eux datent du XVIIIe siècle et certains sont des pièces uniques .